# Басурманов, Сергей Анатольевич
Сергей Анатольевич Басурманов (16 июля 1968, Калач-на-Дону, Волгоградская область, СССР — 30 августа 1999, Дагестан, Россия) — майор внутренних войск МВД России, участник двух чеченских войн, Герой Российской Федерации (1999).

## Биография
Сергей Анатольевич родился 16 июля 1968 года в городе Калач-на-Дону Волгоградской области. В 1985 году он окончил среднюю школу № 2. В том же году он поступил в Ленинградское высшее военно-политическое училище МВД СССР . В 1989 году Басурманов окончил Ленинградское высшее военно-политическое училище МВД СССР. Служил в дивизии имени Дзержинского, а с 1994 года — в отряде специального назначения «Витязь». 53 раза ездил в командировки в зоны военных конфликтов, в том числе в Нагорный Карабах, Приднестровье, Баку, Армению, Северную Осетию, Ингушетию, Чечню.
С августа 1999 года участвовал во второй чеченской войне. Перед 22-й отдельной бригадой оперативного назначения внутренних войск МВД России, в которой к тому времени служил Басурманов, была поставлена задача выбить сепаратистов из сёл Карамахи и Чабанмахи. В ночь с 28 на 29 августа 1999 года группа из 60 военнослужащих, помощником командира в которой был Басурманов, без потерь заняла гору Чабан на окраине Чабанмахи, уничтожив охрану ретранслятора сепаратистов, с которого происходило пропагандистское вещание. Заняв круговую оборону, группа в течение двенадцати часов отбивала ожесточённые контратаки превосходящих сил противника. Басурманов получил тяжёлое ранение в голову осколком мины, от которого скончался на следующий день. Похоронен на Старом кладбище Калача-на-Дону.
Указом Президента Российской Федерации № 1260 от 25 сентября 1999 года за «мужество и героизм, проявленные в ходе контртеррористической операции на Северном Кавказе» майор Сергей Басурманов посмертно был удостоен высокого звания Героя Российской Федерации. Также был награждён орденом Мужества и медалью. Навечно зачислен в списки личного состава подразделения воинской части.

## Память
- Приказом министра МВД РФ от 30 июня 2000 года С. А. Басурманов навечно зачислен в списки личного состава части Северо-Кавказкого округа ВВ МВД.
- В честь С. А. Басурманова названы улица и школа № 2 в городе Калач-на-Дону[1].
- Имя С. А. Басурманова увековечено в волгоградском Зале воинской и трудовой Славы.
- 27 марта 2020 года почтой России была выпущена почтовая марка из серии «Герой Российской Федерации» с изображением А. С. Басурманова. К выпуску марки также были подготовлены конверты первого дня и штемпеля специального гашения для Москвы и Санкт-Петербурга.